# Kidnapped (film 1907)
Kidnapped è un cortometraggio muto del 1907 diretto da Lewin Fitzhamon.

## Trama
Una vecchia megera rapisce un bambino dalla sua balia. Finirà male, dentro la mangiatoia dei cavalli.

## Produzione
Il film fu prodotto dalla Hepworth.

## Distribuzione
Distribuito dalla Hepworth, il film - un cortometraggio di 83,8 metri - uscì nelle sale cinematografiche britanniche nel maggio 1907.
Si conoscono pochi dati del film che, prodotto dalla Hepworth, fu distrutto nel 1924 dallo stesso produttore, Cecil M. Hepworth. Fallito, in gravissime difficoltà finanziarie, il produttore pensò in questo modo di poter almeno recuperare il nitrato d'argento della pellicola.